# Las Vegas Nights
Las Vegas Nights (Brasil: Noites de Rumba ) é um filme estadunidense de 1941, do gênero musical, dirigido por Ralph Murphy e estrelado por Constance Moore e Bert Wheeler. O filme é notável por mostrar a primeira aparição (não creditada) de Frank Sinatra no cinema, interpretando as canções Dolores e I'll Never Smile Again, acompanhado pela orquestra de Tommy Dorsey.
Apesar de modesta, a produção foi indicada para o Oscar de Melhor Canção.

## Sinopse
Quatro músicos de vaudeville -- Stu Grant, Bill Stevens e Norma e Mildred Jennings --, sem um tostão no bolso, vão tentar a sorte em Las Vegas. Depois de ganhar e perder uma fortuna no jogo, eles se vêem na posse de um velho galpão, que tentam transformar em respeitável clube noturno.

## Elenco
| Ator/Atriz      | Personagem               |
| --------------- | ------------------------ |
| Constance Moore | Norma Jennings           |
| Bert Wheeler    | Stu Grant                |
| Phil Regan      | Bill Stevens             |
| Lillian Cornell | Mildred Jennings         |
| Virginia Dale   | Patsy Grant              |
| Hank Ladd       | Hank Bevis               |
| Henry Kolker    | William Stevens Sr.      |
| Jack Mulhall    | Croupier (não-creditado) |

## Principais premiações
| Prêmio | Categoria               | Situação |
| ------ | ----------------------- | -------- |
| Oscar  | Melhor Canção (Dolores) | Indicado |